# マーティン郡 (フロリダ州)
マーティン郡（英: Martin County）は、アメリカ合衆国フロリダ州のフロリダ半島南部大西洋岸に位置する郡である。人口は15万8431人（2020年）。郡庁所在地はスチュアートであり、同郡で人口最大の町は国勢調査指定地域であるパームシティである。
マーティン郡はポートセントルーシー都市圏に属している。

## 歴史

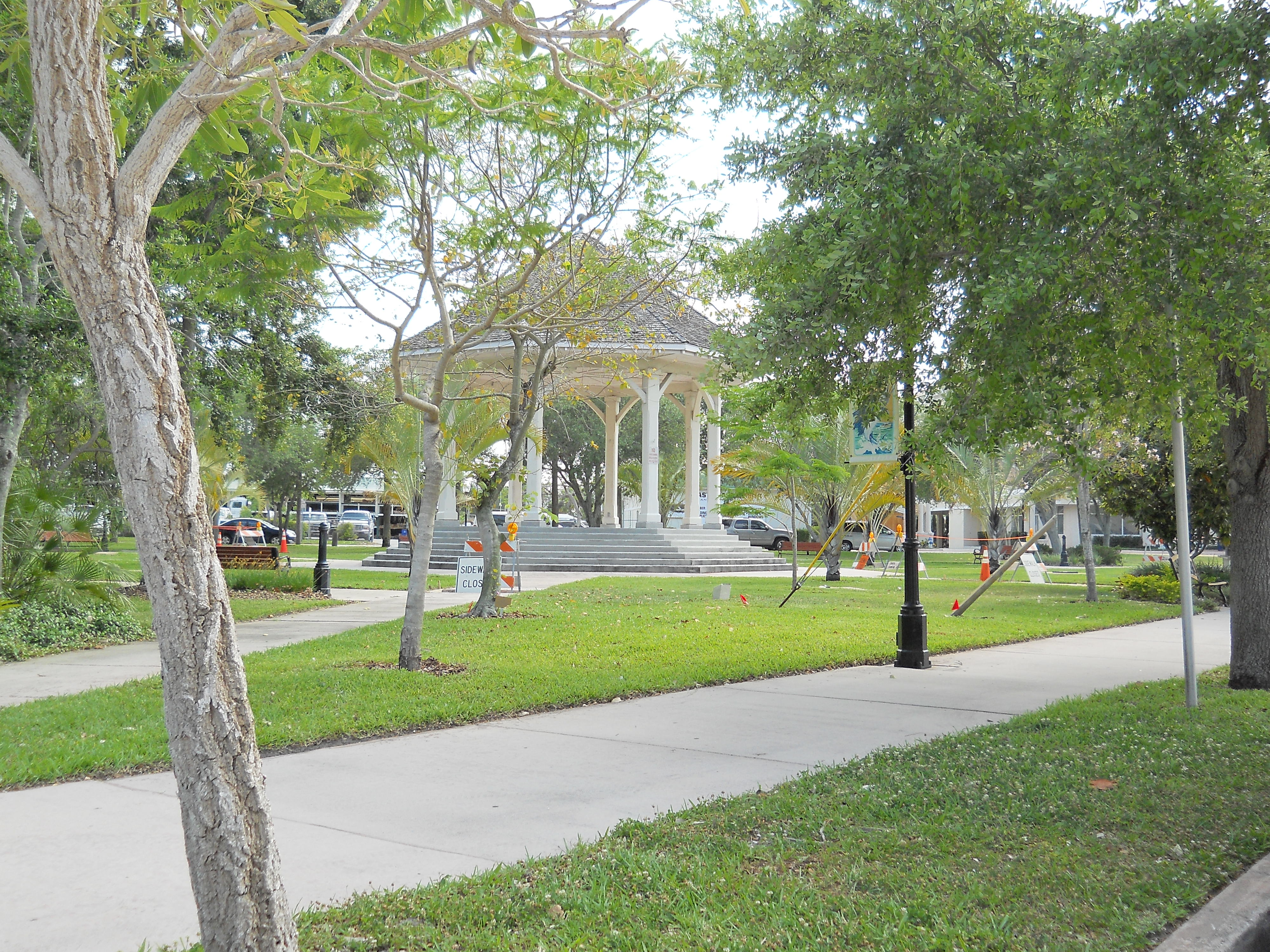
新郡庁舎の敷地にある東屋

マーティン郡は1925年、セントルーシー郡の南部とパームビーチ郡の北部を合わせて設立された。郡名は当時フロリダ州知事を務めていたジョン・W・マーティン（在任1925年-1929年）に因んで名付けられた。

## 地理

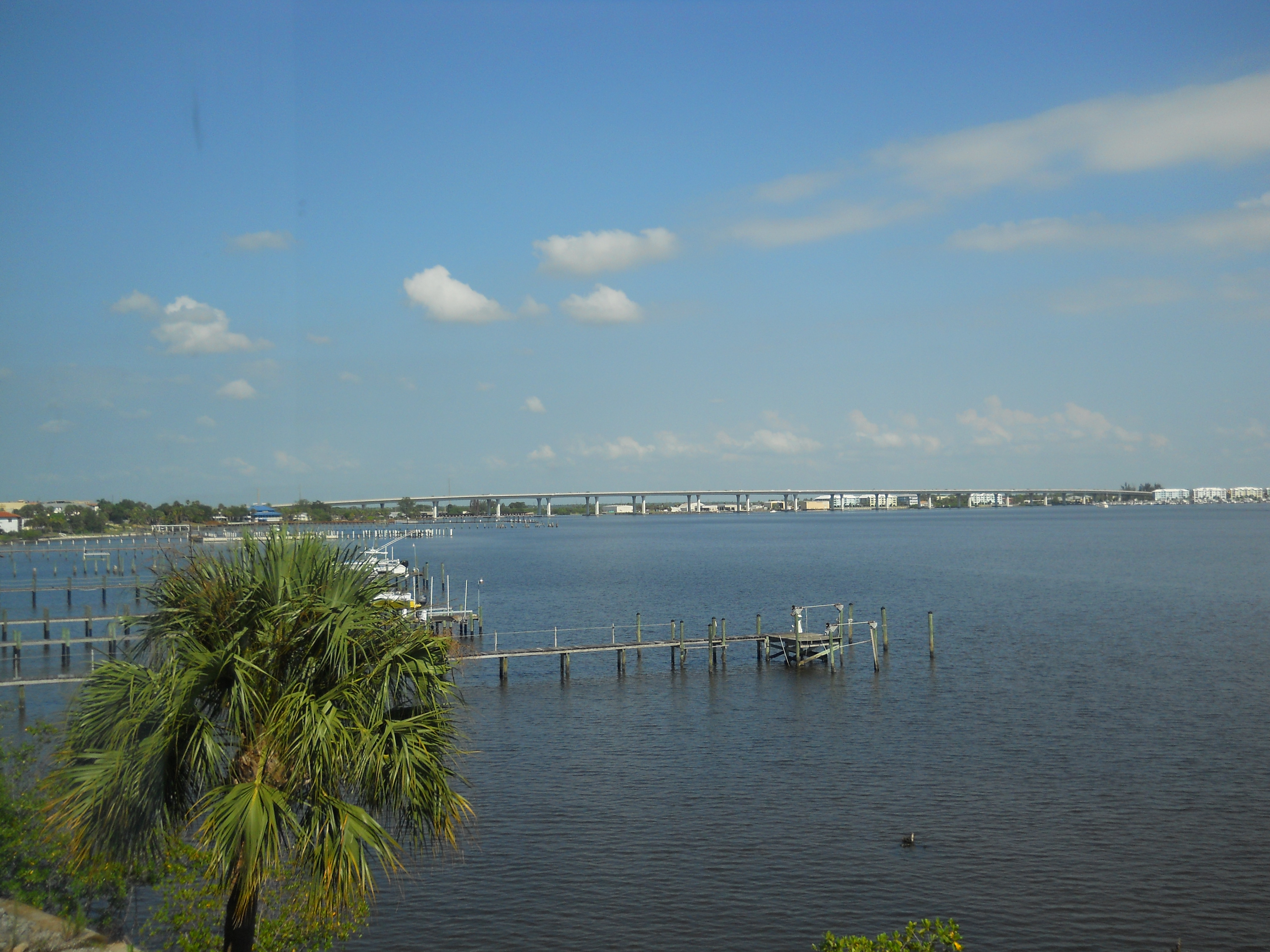
新ルーズベルト橋

アメリカ合衆国国勢調査局に拠れば、郡域全面積は752.79平方マイル (1,949.7 km2)であり、このうち陸地555.62平方マイル (1,439.0 km2)、水域は197.18平方マイル (510.7 km2)で水域率は26.19%である。水域の大半は大西洋とオキーチョビー湖である。

### 交通
マーティン郡はバスの3路線を運行している。

#### 主要高規格道路
- 州間高速道路95号線
- アメリカ国道1号線
- アメリカ国道98号線
- アメリカ国道441号線
- フロリダ州道76号線
- フロリダ州道714号線
- フロリダ州道710号線
- フロリダ州道66号線732
- フロリダ州道A1A号線
- フロリダ州道707号線
- フロリダ・ターンパイク

### 隣接する郡
- セントルーシー郡 - 北
- パームビーチ郡 - 南
- ヘンドリー郡 - 南西（オキーチョビー湖の中心で1点のみ）
- グレーズ郡 - 南西（オキーチョビー湖の中心で1点のみ）
- オキーチョビー郡 - 北西

### 国立保護地域
- ホーブサウンド国立野生生物保護区

## 人口動態

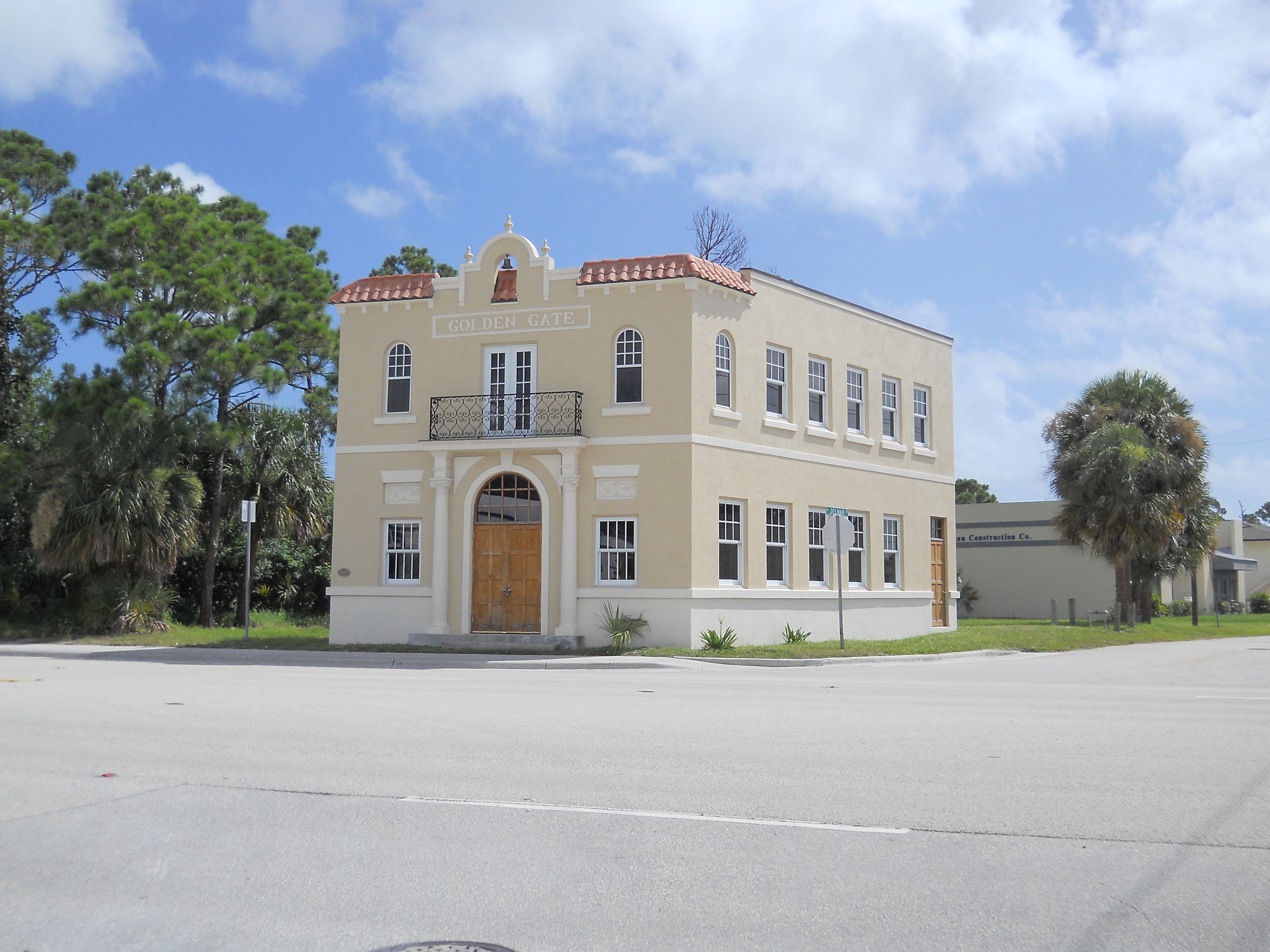
ゴールデンゲイトビル、1925年建設

以下は2000年国勢調査による人口統計データである。
| 基礎データ - 人口: 126,731人 - 世帯数: 55,288 世帯 - 家族数: 36,213 家族 - 人口密度: 88人/km2（228人/mi2） - 住居数: 65,471軒 - 住居密度: 46軒/km2（118軒/mi2） 人種別人口構成 - 白人: 89.88% - アフリカン・アメリカン: 5.72% - ネイティブ・アメリカン: 0.30% - アジア人: 0.60% - 太平洋諸島系: 0.10% - その他の人種: 2.72% - 混血: 1.14% - ヒスパニック・ラテン系: 7.50% 年齢別人口構成 - 18歳未満: 18.6% - 18-24歳: 5.3% - 25-44歳: 22.9% - 45-64歳: 24.9% - 65歳以上: 28.2% - 年齢の中央値: 47歳 - 性比（女性100人あたり男性の人口） - 総人口: 96.4 - 18歳以上: 94.2 | 世帯と家族（対世帯数） - 18歳未満の子供がいる: 21.5% - 結婚・同居している夫婦: 55.0% - 未婚・離婚・死別女性が世帯主: 7.4% - 非家族世帯: 34.5% - 単身世帯: 29.0% - 65歳以上の老人1人暮らし: 16.0% - 平均構成人数 - 世帯: 2.23人 - 家族: 2.71人 収入と家計 - 収入の中央値 - 世帯: 43,083米ドル - 家族: 53,244米ドル - 性別 - 男性: 36,133米ドル - 女性: 27,000米ドル - 人口1人あたり収入: 29,584米ドル - 貧困線以下 - 対人口: 8.8% - 対家族数: 5.6% - 18歳未満: 13.8% - 65歳以上: 5.2% |

## 郡政府
マーティン郡はチャーターを受けていない郡である。その政府形態はフロリダ州憲法と州法に則っている。

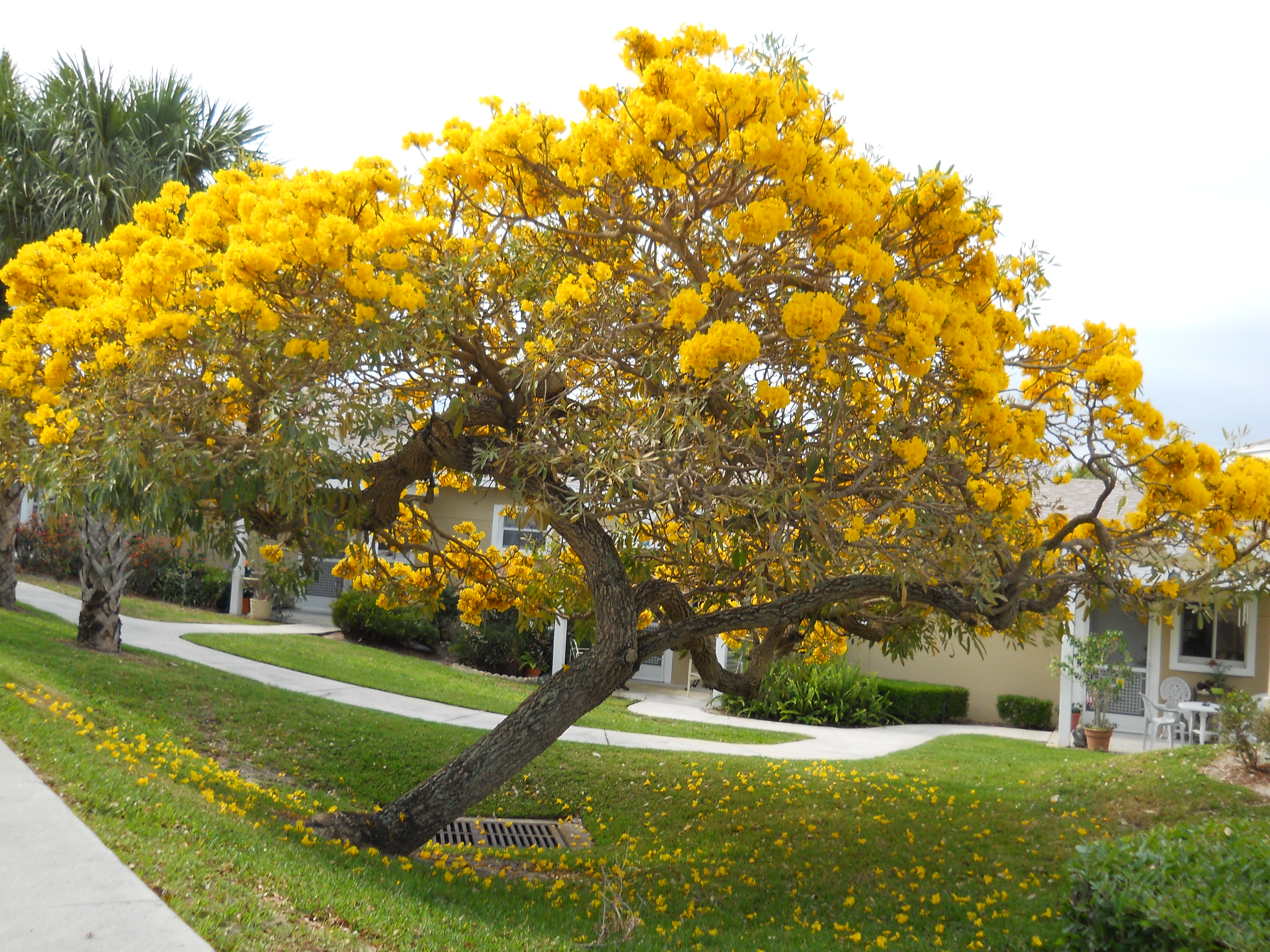
ジェンセンビーチ、サバンナ道路近くのパウダルコの木（2010年）

郡政委員会が郡政府の立法府であり、郡の行政と管理機能にあたっている。ただし、州憲法によって独立性を与えられた郡役人と独立した教育学区に割り振られた機能は除外している。委員会は司法府に準じる機能もある。郡政委員会が実行する機能は郡全体に及ぶものもあれば、未編入領域にのみ適用されるものもあり、未編入領域においては自治体に代わる機能の多くを果たしている。5人の委員は郡全体の選挙で選ばれるが、それぞれの委員は特別の地区の代表となっている。委員会が郡管理官を指名し、管理官が郡政府の運営について日々の管理を行う責任がある。

## 教育
マーティン郡教育学区には選挙で選ばれる教育監督官がおり、学区の管理を行う。また教育理事会は議事を行う会議体であり、司法府に準じる機能もある。5人の理事は郡全体の選挙で選ばれるが、それぞれの理事は特別の地区の代表となっている。

## 都市と町

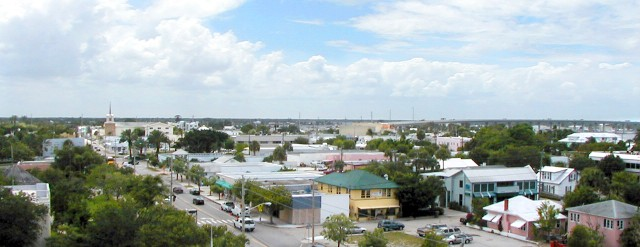
郡庁所在地の中心であるスチュアート市中心街

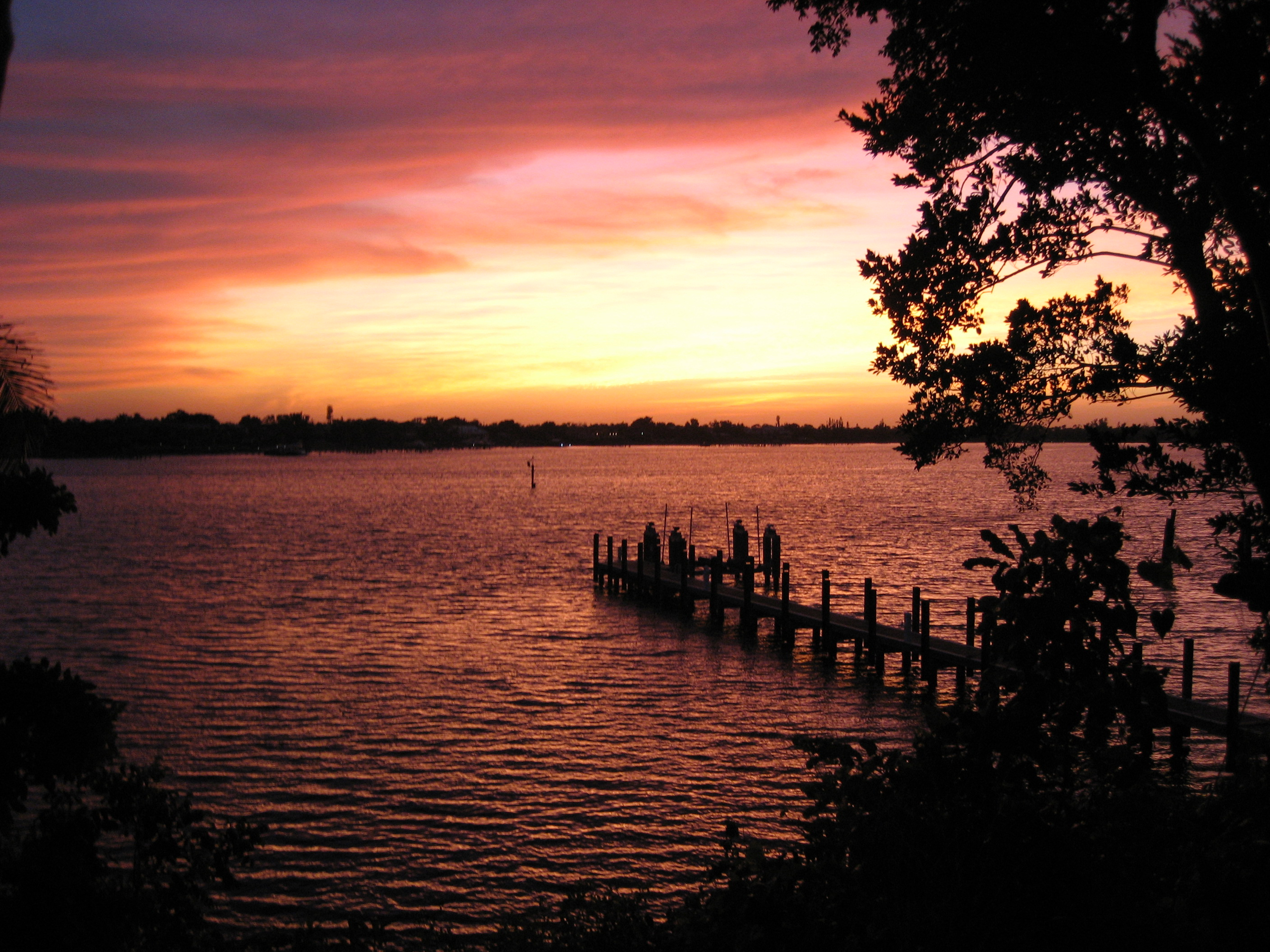
スウォールズポイントから望むセントルーシー川とスチュアート市

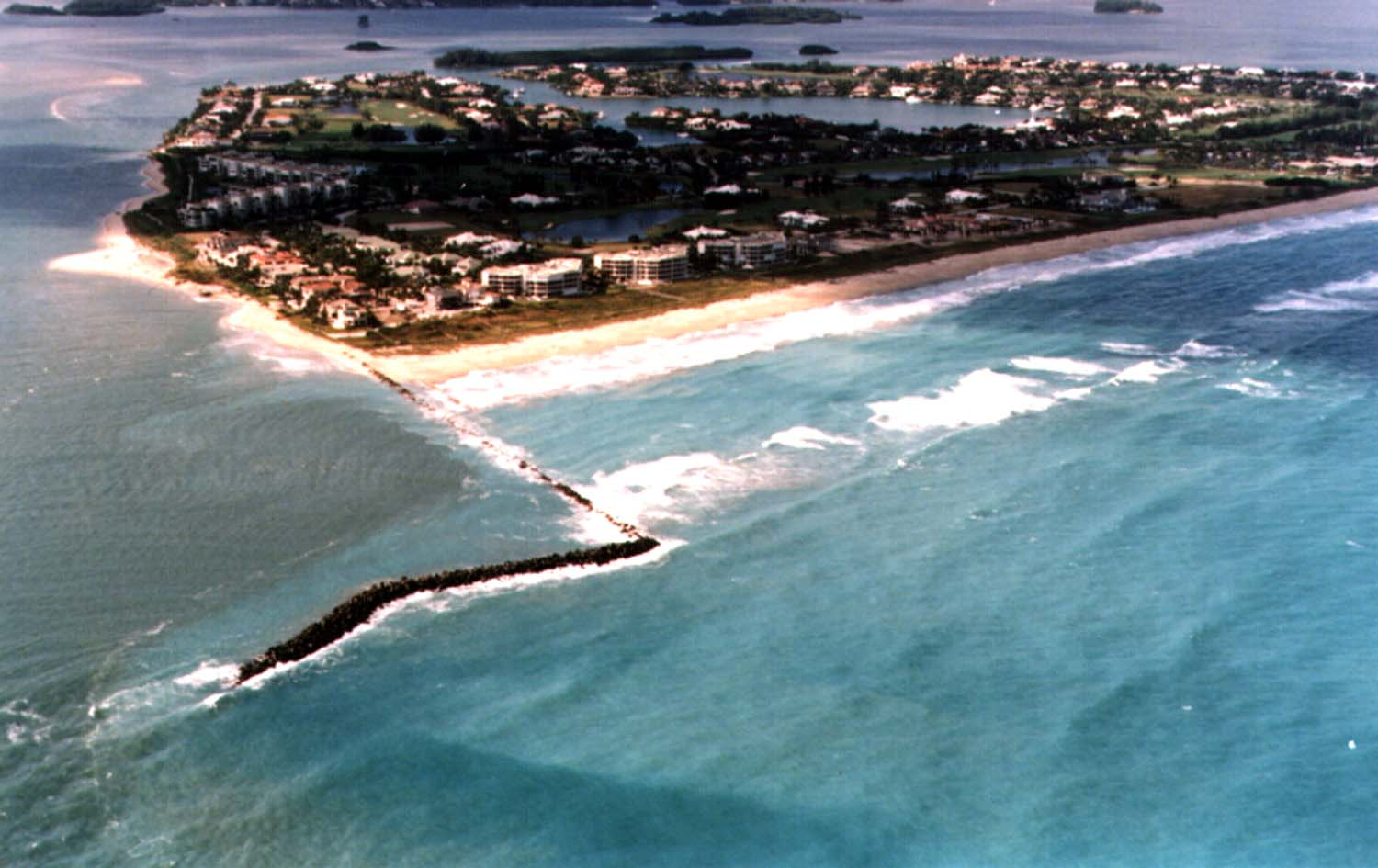
セントルーシー入り江とセイルフィッシュポイント

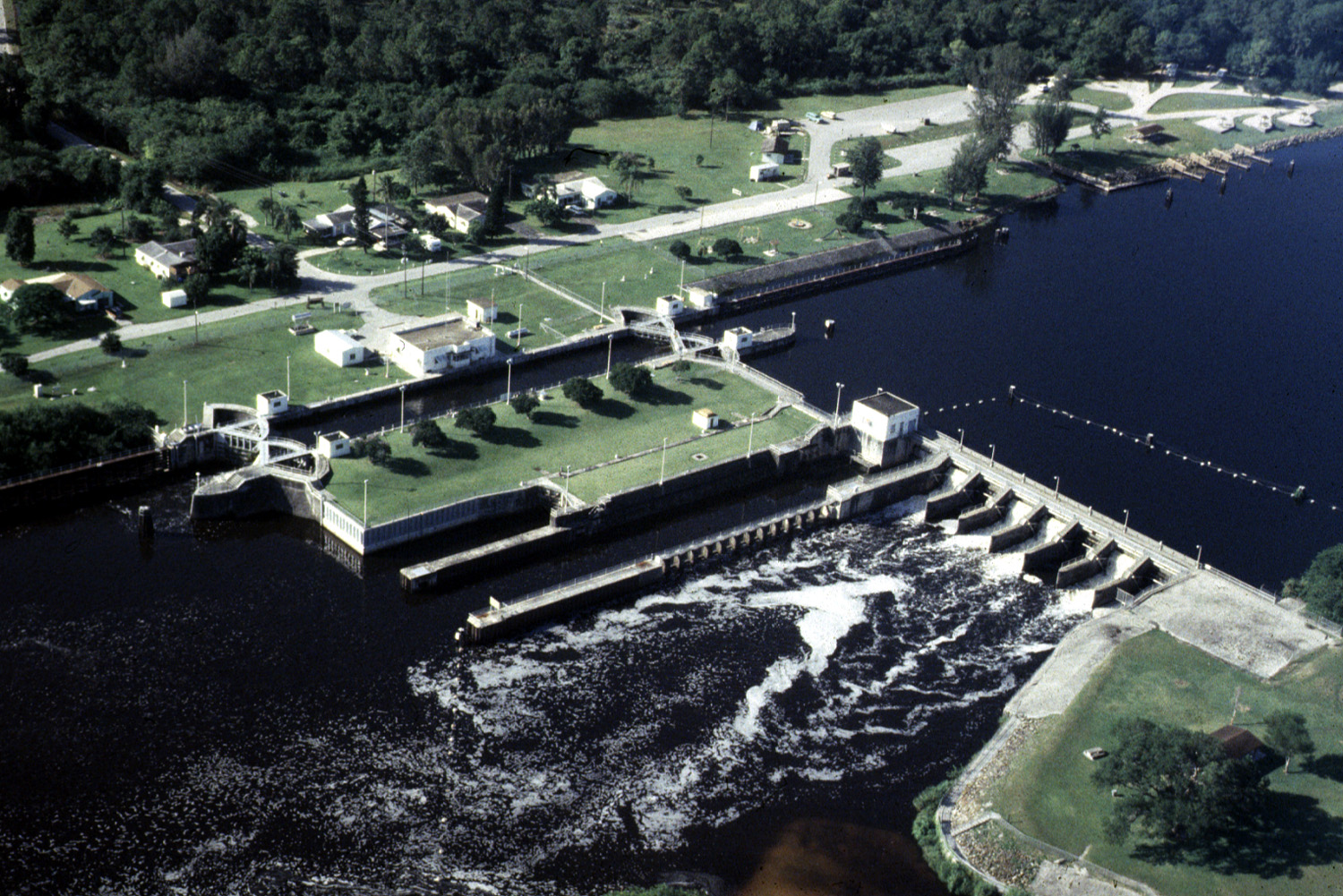
セントルーシー閘門とダム

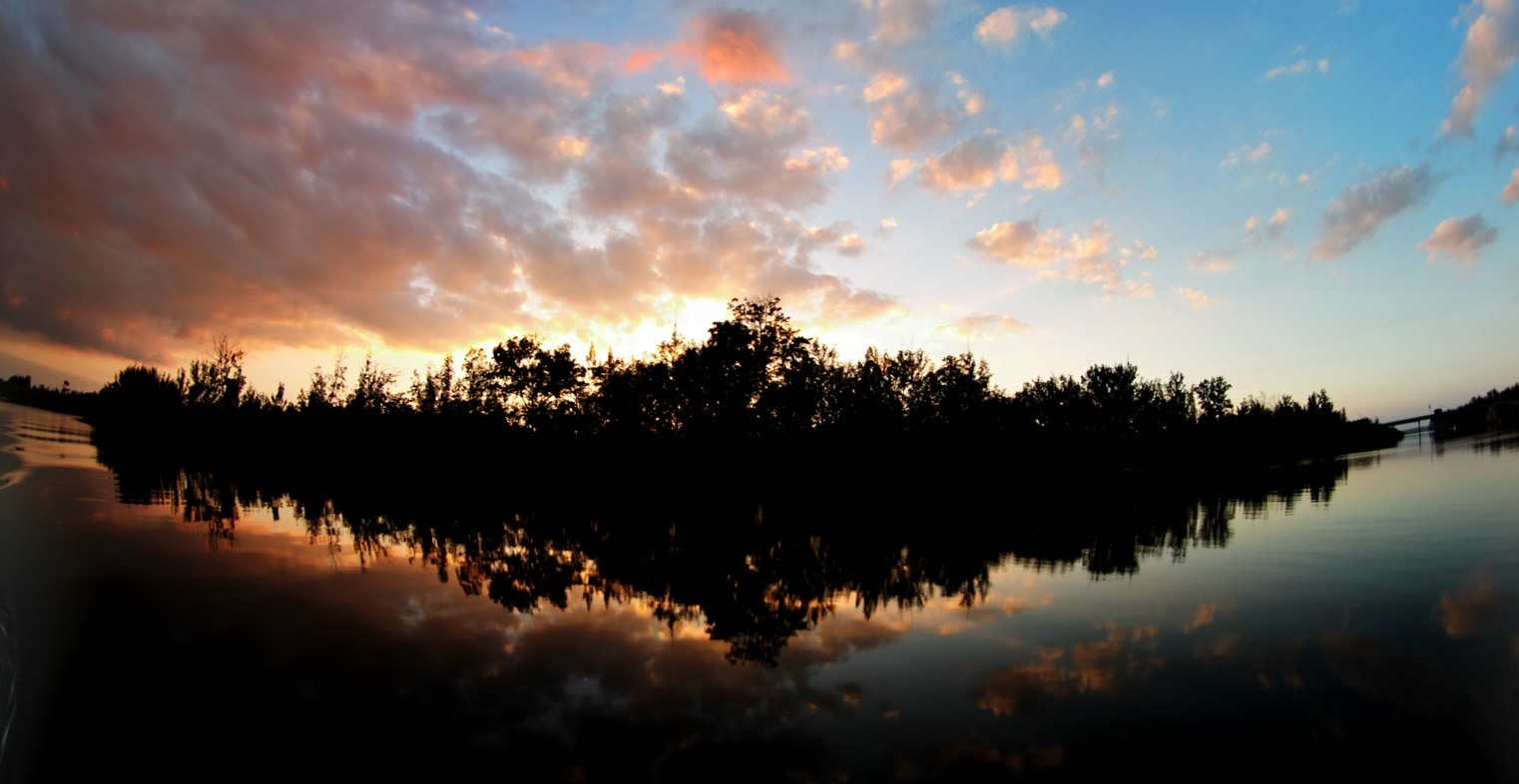
ホーブサウンドの内陸水路から見る夕日

### 法人化自治体
1. スチュアート市 - 郡庁所在地
2. ジュピターアイランド町
3. オーシャンブリーズパーク町
4. スウォールズポイント町

### 未編入地域
- ホーブサウンド
- ハッチンソンアイランド（部分）
- インディアンタウン
- ジェンセンビーチ
- ノースリバーショアーズ
- パームシティ
- ポートサレルノ
- リオ
- ポートマヤカ

## 見どころ

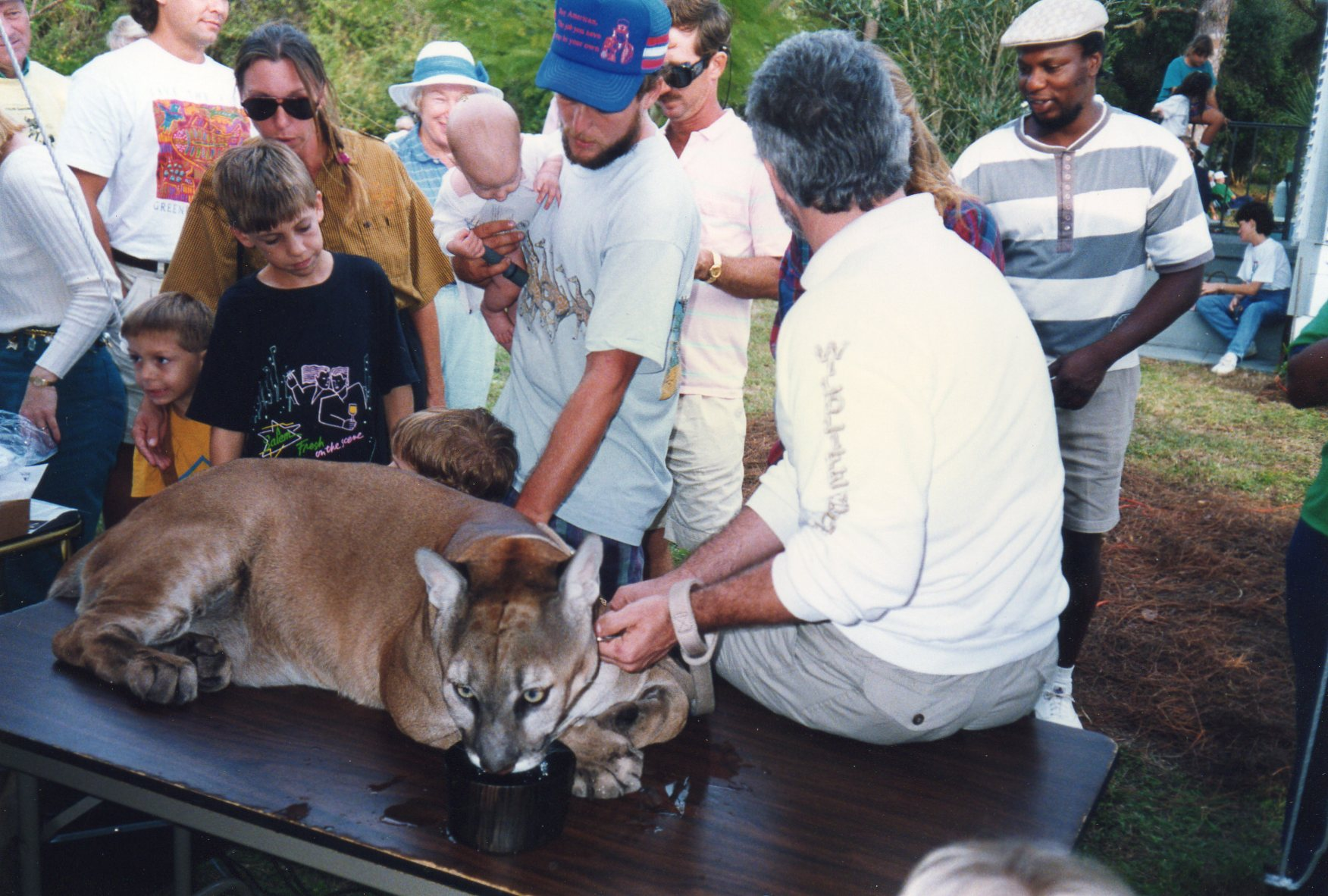
フロリダパンサー、ポッサムロングにて、1992年9月撮影

- オーデュボン・オブ・マーティンカウンティ: ポッサムロング自然センター、スチュアート市パームビーチ道路
- エリオット博物館、ハッチンソンアイランド
- ジョナサン・ディッキンソン州立公園、郡南部
- マーティン郡祭、毎年2月に開催
- マーティン郡公共海浜:
  - ホーブサウンド公共海浜、ジュピターアイランド町
  - ジェンセンシー海亀海浜、スチュアートビーチとハッチンソンアイランドの多くの海浜
- サバンナ保護州立公園（セントルーシー郡にも入る）
- セントルーシー入り江保護地州立公園、ポートサレルノの東とジュピターアイランドの北のロングアイランド

## 歴史的地域

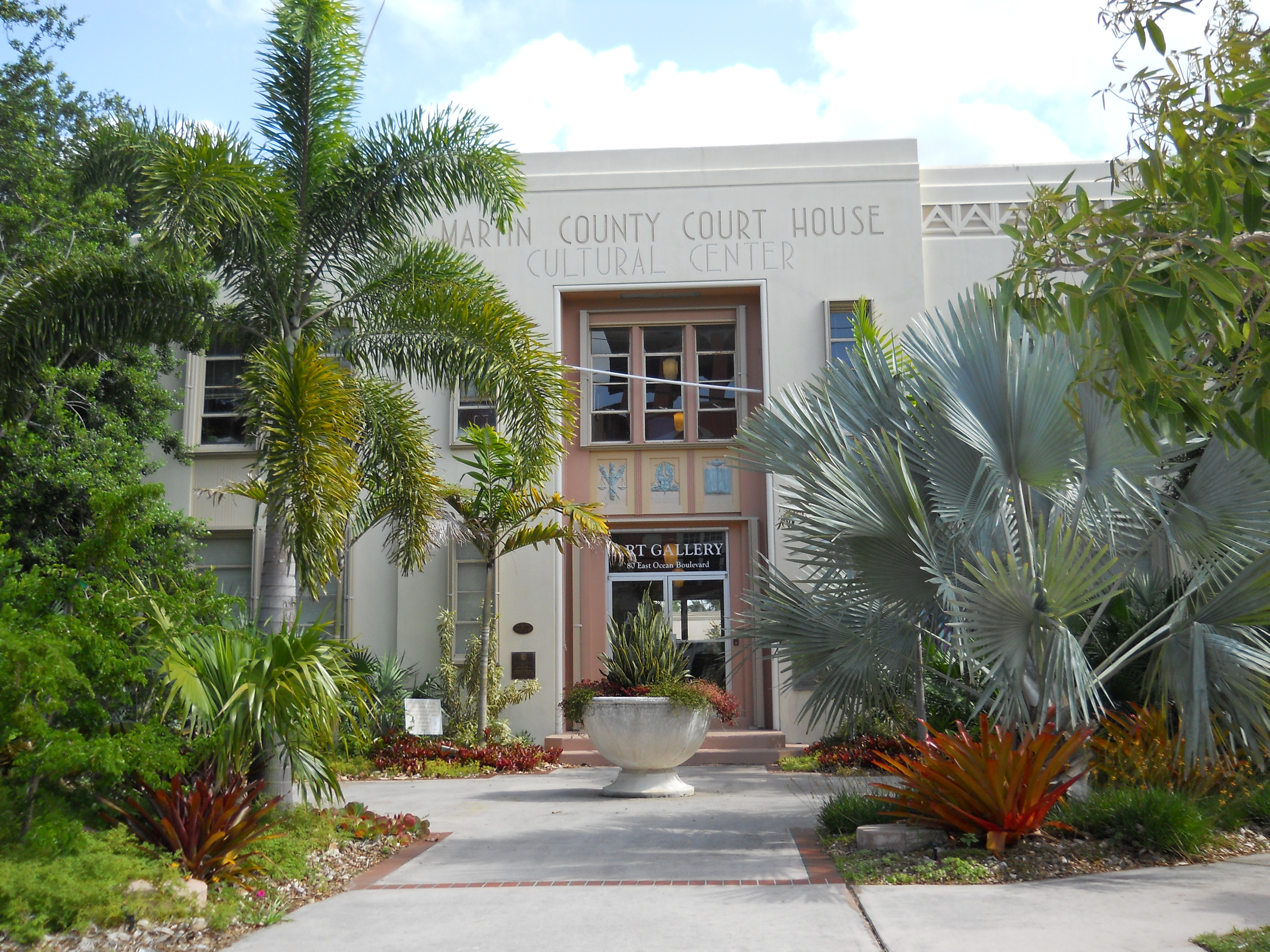
旧マーティン郡庁舎、1937年建設

アメリカ合衆国国家歴史登録財には以下の場所が登録されている。
- ホーブサウンド
  - オリンピア・スクール、1925年
  - とラッパー・ネルソン動物園歴史地区、郡南部、ホーブサウンドの南、ジョナサン・ディッキンソン州立公園内、1933年
- ハッチンソンアイランド
  - ギルバートのバーの隠れ家、1876年
  - ジョージズ・バレンタイン難船場所、1904年
- インディアンタウン
  - セミノール・イン、1926年
- ジェンセンビーチ
  - マウントエリザベス考古学遺跡
  - スチュアート歓迎アーチ、1926年
  - タッカホー邸宅、1938年
- ジュピターアイランド
  - ゲイトハウス、1927年
- スチュアート
  - バーン・ブレー・プランテーション、クルーガー・ハウス、1894年
  - リリック・シアター、1927年
  - 旧マーティン郡庁舎、1937年

上記の他、1989年にアメリカ建築家協会フロリダ支部が挙げた歴史的地域が12か所ある。

### 政府関連
- Martin County Board of County Commissioners official website
- Martin County Fire Rescue Division
- Martin County Library System
- Martin County Clerk
- Martin County Supervisor of Elections
- Martin County Property Appraiser
- Martin County Sheriff
- Martin County Tax Collector

### 特殊地区
- Martin County School District
- Indian River Community College
- South Florida Water Management District
- Treasure Coast Regional Planning Council

### 司法関連
- Martin County Clerk of Courts
- Public Defender, 19th Judicial Circuit of Florida
- State Attorney, 19th Judicial Circuit of Florida
- Circuit and County Court, 19th Judicial Circuit of Florida

### 民間
- Martin Memorial Health System (Hospitals)
- Stuart-Martin County Chamber of Commerce
- 1964 Stuart, Florida, Travelogue by E. W. Dutton

座標: 北緯27度05分 西経80度24分 / 北緯27.08度 西経80.40度